# 양재시민의숲역
양재시민의 숲(매헌)역(Yangjae Citizan's Forest(Maeheon)Station, 良才市民의 숲(梅軒)驛)은 대한민국 서울특별시 서초구 양재동에 있는 신분당선의 전철역이다. 초기에는 부기역명인 매헌(양재시민의 숲)역이었으나 역명은 부기역명으로 바뀌고 부기역명이 역명으로 바뀌었다. 역명에 병기된 매헌은 대한민국의 독립 운동가인 윤봉길의 호에서 유래된 이름으로, 인근에 매헌윤봉길의사기념관이 있다. 강남대로와 여의천(염곡천)최남단에 위치한 역이며, 2011년 10월 28일부터 신분당선이 영업을 시작했다. 양재천 하저터널로 양재역과 연결된다. 새원천, 여의천 하저터널로 청계산입구역과 연결된다.

## 역사
- 2009년 2월 10일: 역명을 양재시민의 숲(매헌)역으로 결정[1]
- 2011년 10월 28일: 신분당선 개통과 함께 영업 개시[2]

## 역 구조
2면 2선의 상대식 승강장이 있는 지하역이며, 스크린도어가 설치되어 있다. 역사는 강남대로의 염곡천(여의천)뚝방 지하에서 과천 쪽으로 약간 비껴 나간 형태로 설치되어 있다.

### 승강장
| ↑ 양재       |
| \| 하        |
| 청계산입구 ↓ |

| 상행 | ● 신분당선 | 양재 · 강남 · 신논현 · 논현 · 신사 방면 |
| 하행 | ● 신분당선 | 판교 · 정자 · 수지구청 · 광교 방면      |

## 역 주변
| 나가는 곳 | 방면                                                                                    |
| --------- | --------------------------------------------------------------------------------------- |
| 1         | 매헌시민의숲 매헌윤봉길의사기념관                                                       |
| 2         | AT센터 양재근린공원 서울매헌초등학교 양재2동주민센터 언남중학교 언남고등학교 교육개발원 |
| 3         | AT센터 양재근린공원 서울서초우체국 양재119안전센터 양재2동주민센터                      |
| 4         | 매헌윤봉길의사기념관 매헌시민의숲 AT센터 양재꽃시장                                     |
| 5         | 매헌윤봉길의사기념관 매헌시민의숲 양재꽃시장 AT센터 The-K호털                           |

## 승차량 변동
| 노선     | 승차 인원 | 승차 인원 | 승차 인원 | 승차 인원 | 승차 인원 | 주 석 |
| 노선     | 2011년    | 2012년    | 2013년    | 2014년    | 2015년    | 주 석 |
| -------- | --------- | --------- | --------- | --------- | --------- | ----- |
| 신분당선 | 3861      | 4508      | ?         |           |           |       |

## 인접한 역
| 신분당선           | 신분당선   | 신분당선                 |
| ------------------ | ---------- | ------------------------ |
| D08 양재 신사 방면 | ● 신분당선 | D10 청계산입구 광교 방면 |